# Gaudentius
Gaudentius (né vers 440 à Rome et mort après 455) est le fils de Flavius Aetius. FM Clover a soutenu que sa mère est Pélagie, une noble gothique et veuve de Bonifacius.

## Biographie
Gaudentius est né à Rome, probablement en 440 et a été baptisé avant son premier anniversaire. Les érudits l'identifient comme le sujet sans nom d'un poème de Flavius Merobaudes. En 454, son père et l'empereur Valentinien III ont arrangé une alliance de mariage, entre Gaudentius et Placidia, mais cette année-là, son père a été tué par Valentinien. En 455, les Vandales mettent Rome à sac ; Gaudentius est fait prisonnier et ramené en Afrique.